# Mod de transfer asincron

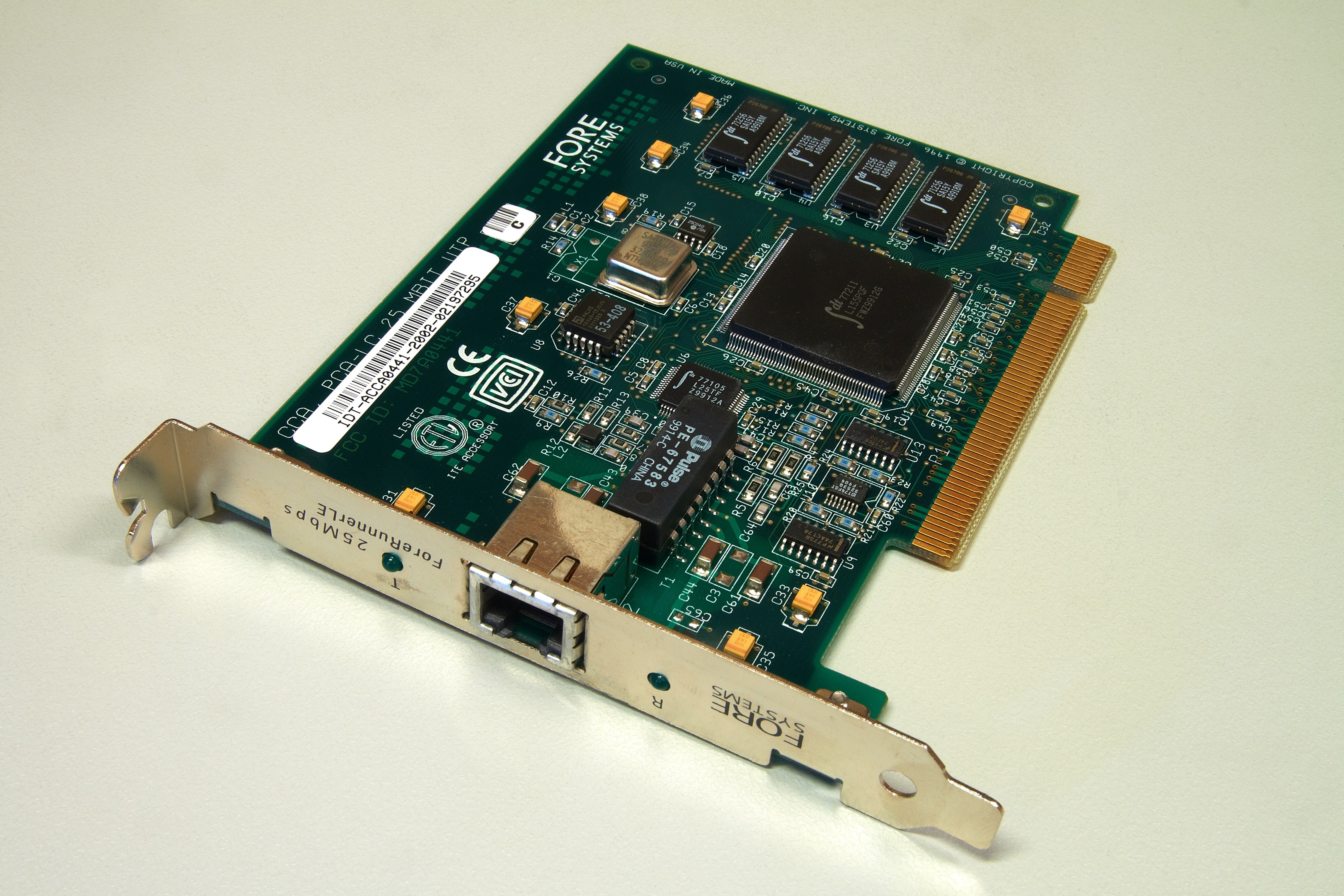
ATM NIC

Mod de transfer asincron (sau ATM de la engl. Asynchronous Transfer Mode) este un protocol  de comutație temporală asincronă, de mare viteză, orientată pe conexiune și bazată pe circuite virtuale, folosită în transportul traficului de rețea. ATM împachetează informațiile în celule de lungime fixă a câte 53 de octeți, care pot fi interschimbate rapid de conexiunile logice dintr-o rețea informatică. În acest fel, ATM se deosebește de rețelele locale de Internet sau Ethernet care folosesc pachete de dimensiune variabilă sau cadre. Atributul „asincron”, deși oarecum ciudat, este justificat prin faptul că, spre deosebire de rețelele telefonice unde majoritatea transmisiunilor sunt sincrone (strâns legate de un semnal de tact), în rețelele ATM transmisiunile nu sunt sincrone.
Sub aspect funcțional, ATM este similar rețelelor cu comutație de circuite și celor cu comutație de pachete de mici dimensiuni, ceea ce îl face foarte fiabil pentru rețelele care trebuie să suporte atât formele de trafic tradiționale (și costisitoare, ca transferul de fișiere) cât și conținut în timp real, cum sunt convorbirile de voce sau video. Deoarece rețelele ATM sunt orientate pe conexiune, transmisiunea datelor necesită mai întâi transmisia unui pachet de la un capăt la altul pentru inițializarea conexiunii — așa-numitul circuit virtual. Însă majoritatea rețelelor ATM suportă și circuite virtuale permanente, de genul liniilor închiriate din domeniul telecomuncațiilor. ATM este un protocol de bază folosit prin magistrala SONET/SDH din standardul ISDN (Rețea de servicii digitale integrate).